# لونا يين
لونا يين (بالصينية: 印子月) هي ممثلة صينية، ولدت في 30 يوليو 1993 في Taixing ‏ في الصين.